# Збуч
Збуч (пол. Zbucz) — село в Польщі, у гміні Чижі Гайнівського повіту Підляського воєводства. Населення — 178 осіб (2011).

## Історія
Вперше згадується 1540 року.
У 1975—1998 роках село належало до Білостоцького воєводства.

## Демографія
Демографічна структура станом на 31 березня 2011 року:
|          | Загалом | Допрацездатний вік | Працездатний вік | Постпрацездатний вік |
| -------- | ------- | ------------------ | ---------------- | -------------------- |
| Чоловіки | 78      | 12                 | 43               | 23                   |
| Жінки    | 100     | 15                 | 31               | 54                   |
| Разом    | 178     | 27                 | 74               | 77                   |

## Пам'ятки
Поблизу села розташоване середньовічне городище.